# Hermione Gingold
Hermione Gingold (9 de diciembre de 1897 – 24 de mayo de 1987) fue una actriz inglesa conocida por su personalidad excéntrica, y que actuó en el teatro, la radio, el cine, la televisión, y en grabaciones discográficas.

## Biografía
Su verdadero nombre era Hermione Ferdinanda Gingold, y nació en Londres, Inglaterra. Era hija del financiero de origen judío nacido en Viena James Gingold y de Kate Walter o Walters, ama de casa nacida en Inglaterra. Por parte paterna descendía del célebre Solomon Sulzer, un famoso cantante y compositor judío de Viena. Gingold fue amiga de infancia de Noel Coward.

## Carrera
Se inició en el teatro en 1909. Actuó en piezas de Shakespeare tales como El mercader de Venecia y Troilo y Crésida y trabajó como suplente del actor Charles Hawtrey. En la década de 1930, se hizo famosa por su participación en revistas musicales. Se casó con el publicista británico Michael Joseph en 1918, con quien tuvo dos hijos, Stephen y Leslie. Tras su divorcio en 1926, se casó con el escritor y letrista Eric Maschwitz, de quien se divorció en 1945. 
Gingold fue presentada a los soldados estadounidenses durante la Segunda Guerra Mundial por medio de la revista londinense "Sweet and Low". Tras trasladarse a los Estados Unidos en 1951, Gingold consiguió también allí un gran éxito. Ganó un Globo de Oro a la mejor actriz de reparto por su trabajo en la película de 1958 Gigi, en la cual interpretaba a Madame Álvarez, la abuela de Gigi. Ella cantó "I Remember it Well" con Maurice Chevalier. Sustituyó a Jo Van Fleet como la tremendamente posesiva madre en la obra del dramaturgo americano de origen judío Arthur Kopit Oh Dad, Poor Dad, Mama's Hung You in the Closet and I'm Feelin' So Sad (1963), representada en Broadway y también en Londres, y cuyo papel fue interpretado en el film de 1967 por Rosalind Russell.
Gingold fue la estirada esposa del alcalde en The Music Man (1962), protagonizada por Robert Preston y Shirley Jones, y formó parte del reparto original de la representación en Broadway en 1973 de A Little Night Music de Stephen Sondheim con el papel de Madame Armfeldt, personaje que volvió a interpretar en la poco exitosa versión cinematográfica de la obra.
En 1977, con el director Karl Böhm, ganó un Grammy al mejor álbum para niños por su participación en la obra de Prokófiev Pedro y el lobo y en la de Saint-Saëns Carnaval de los animales. Intervino con regularidad en programas televisivos, especialmente en el de Jack Paar. Mientras viajaba como narradora en el show de Stephen Sondheim Side By Side By Sondheim sufrió un traspié en una estación de ferrocarril y quedó postrada en cama. Poco después, en 1987 y con 89 años de edad, falleció por motivos cardiacos y a causa de una neumonía. Está enterrada en el Cementerio Forest Lawn Memorial Park en Glendale, California.

## Filmografía
- Dance Pretty Lady (1932)
- Someone at the Door (1936)
- Merry Comes to Town (1937)
- Meet Mr. Penny (1938)
- The Butler's Dilemma (1943)
- Cosh Boy (1952)
- The Pickwick Papers (1952)
- Our Girl Friday (1953)
- La vuelta al mundo en ochenta días (1956)
- Gigi (1958)
- Me enamoré de una bruja (1958)
- The Naked Edge (1961)
- The Music Man (1962)
- Gay Purr-ee (1962) (voz)
- The World of Henry Orient (1964) (escenas eliminadas)
- I'd Rather Be Rich (1964)
- Harvey Middleman, Fireman (1965)
- The Itch (1965) (corto) (voz)
- Promise Her Anything (1965)
- Munster, Go Home (1966)
- Jules Verne's Rocket to the Moon (1967)
- Tubby the Tuba (1976) (voz)
- A Little Night Music (1978)
- Garbo Talks (1984)

## Trabajo televisivo
- The Jack Paar Tonight Show (con frecuencia entre 1958 y 1962)
- The Johnny Carson Tonight Show
- Beyond the Fringe (1967) (cancelada tras 14 episodios)
- Winter of the Witch (1969)
- Banyon (1971) (episodio piloto)
- Simple Gifts (1977) (voz)
- Amy & the Angel (1982)
- How to Be a Perfect Person in Just Three Days (1983)